# Bandera de Cervelló
La bandera oficial de Cervelló té la següent descripció:
Bandera apaïsada, de proporcions dos d'alt per tres de llarg, groga, amb el cérvol blau fosc de l'escut, d'alçària 2/6 de la del drap, al centre.
Va ser aprovada el 14 de maig de 2018 i publicada al DOGC el 18 de maig del mateix any amb el número 7622.